# Hôtel de France (roman)
Pour les articles homonymes, voir Hôtel de France.
Hôtel de France est un roman de Valéry Coquant paru en 2009.

## Le roman
Cet ouvrage reprend le thème de Tous les possibles, mais cette fois, Valéry Coquant va beaucoup plus loin dans son exploitation. 
Au centre de ce roman se trouve un jeune, mal à l'aise dans des études qui ne l'intéressent plus. En plus, dans sa famille, l'atmosphère n'est pas au beau fixe, loin de là.
Jacoby se sent incompris, autant qu'il a du mal à comprendre la société qu'il voit autour de lui. Dès lors, comment trouver sa place dans un tel chantier?
À partir de ce constat, on glisse dans un roman qui bascule dans le thriller. 
Les atmosphères sont plus étouffantes, avec un sens de l'absurde beaucoup plus travaillé.
Les personnages sont également beaucoup plus complexes, plus sombres.

## Motivation
Dans Hôtel de France, Coquant a voulu présenter un concentré de la société française. L'action se passe dans une ville, et plus particulièrement dans l'une de ses rues. 
Ses personnages représentent chacun un exemple de la population. On y trouve un jeune d'aujourd'hui qui peine à trouver sa place, et un quinquagénaire, sorte de notable baby boomer, tellement désabusé qu'il n'a ni loi, ni foi... Ce qui est un comble pour un notaire. Autour d'eux gravitent des personnages plus ou moins cocasses, plus ou moins sympa ou inquiétants. 
Le livre est loin d'être désabusé. Au contraire, il y a une sorte de montée jubilatoire, jusqu'à la chute finale. Le trait est acéré, sans aucune concession.
Tout le monde en prend pour son grade. 
Jacoby va apprendre à ses dépens, qu'il ne peut compter que sur lui-même. Surtout, il comprend qu'il doit se méfier des belles apparences, et des trop beaux discours. Par là, se glisse une pique directe aux politiques. On la retrouve d'ailleurs sur la couverture du livre: " Méfiez-vous des experts qui pensent à votre place !". 
On comprend dès lors, qu'Hôtel de France cherche à éveiller le lecteur, et l'amener à être critique à l'égard des clichés, des engouements véhiculés par les médias et les leaders d'opinion.
Pour un peu, on pourrait presque dire qu'il s'agit d'un roman militant.

## Synopsis
Maxime Jacoby arrête ses études de droit. Il s'est rendu compte qu'il les suivait plus pour faire plaisir à ses parents que par goût personnel.
Seulement réussir dans la vie sans qualification n'est pas chose aisée. Le héros va commencer à se marginaliser.
Sur un quiproquo Maître Durond Slingard, notaire, l'engage. Maxime se croit tirer d'affaires grâce à son emploi. C'est au contraire à partir de son entrée dans l'étude que les ennuis vont commencer...

## Personnages
Les personnages sont nombreux. Certains réapparaissent dans d'autres livres de Valéry Coquant.
- Maxime Jacoby : personnage principal
- Maître Durond Slingard : notaire qui devient l'employeur de Maxime Jacoby
- Capitaine Verjat : policier qui tourne autour de l'étude. Il est également le personnage principal du livre Reine d'Argent, du même auteur.

## Éditions
Ce livre a été publié par les Éditions Saint Martin à Roubaix en 2009.

## Ressources bibliographiques